# Burcht Stolzembourg

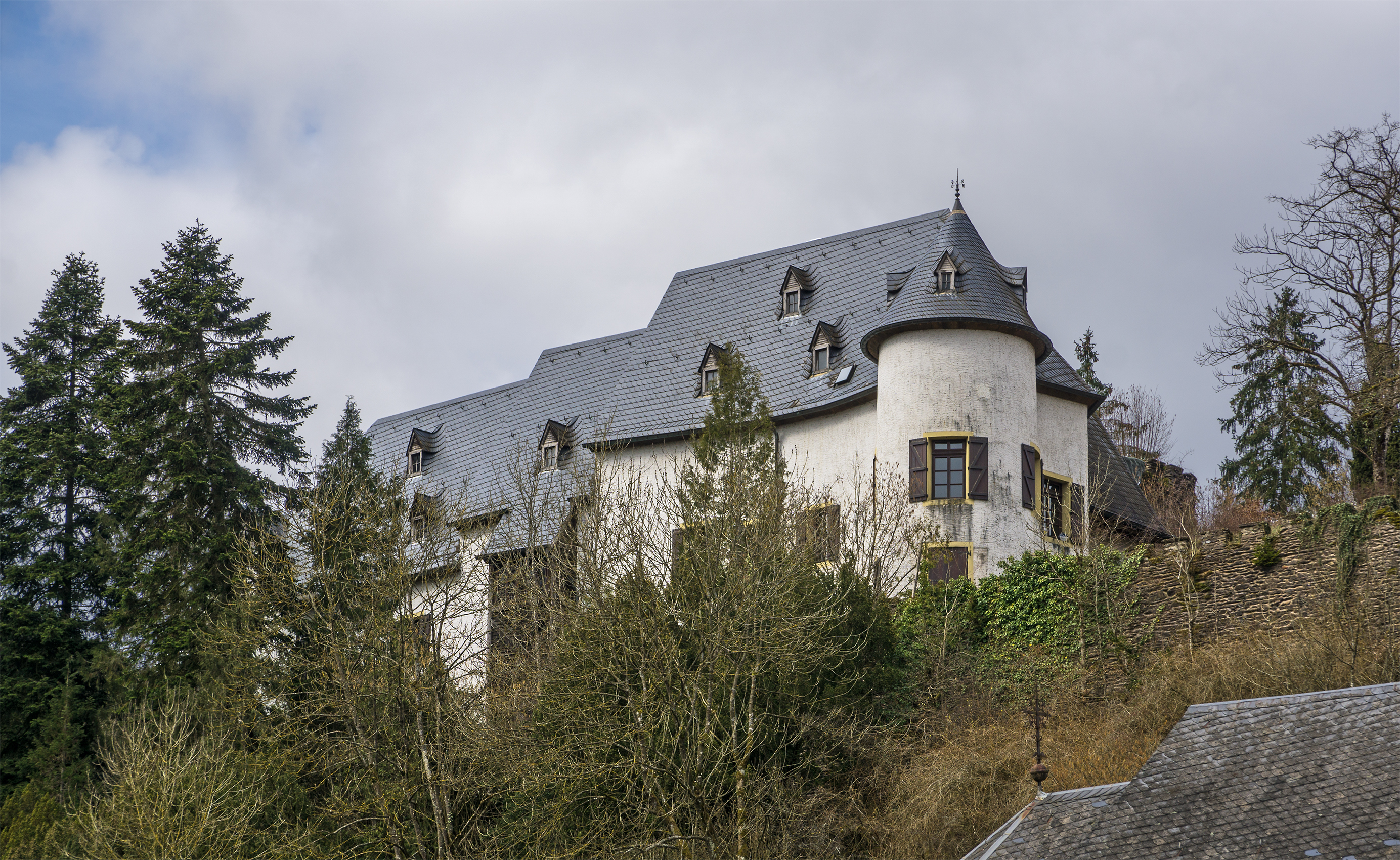
Huidig landhuis

De Burcht Stolzembourg is een voormalig kasteel in de tot de Luxemburgse gemeente Putscheid behorende plaats Stolzembourg.

## Geschiedenis
Het kasteel ligt op een heuvel die de plaats Stolzembourg en het Ourdal beheerst. In de 12e eeuw werd hier een toren gebouwd om de weg langs de Our te bewaken. In 1315 werd voor het eerst melding gemaakt van een burcht. Deze werd in 1454, op last van gouverneur Anton van Croÿ, gesloopt. Een nieuw kasteel werd gebouwd dat echter in 1679 door de troepen van Lodewijk XIV van Frankrijk definitief werd verwoest.
In 1898 werd bij het vroegere kasteel een landhuis in Schotse stijl gebouwd dat sindsdien in privébezit bleef. Van het voormalige kasteel zijn nog resten zichtbaar.